# 옌겔스
옌겔스(러시아어: Э́нгельс)는 러시아 남부 사라토프주에 위치한 도시이다. 시의 명칭은 독일의 사회주의자 프리드리히 엥겔스의 이름을 딴 것으로, 옌겔스는 엥겔스의 러시아어 표기이다. 볼가강의 항구 도시로 주도 사라토프가 볼가강 건너편에 있다. 볼가 강을 가로지르는 긴 다리가 1965년 건설되어 사라토프와 바로 연결된다. 인구는 1897년 2만2,000명이었으며, 1959년 9만1,000명, 1970년 13만 명, 1977년 16만3,000명, 2002년 193,984명으로 증가했다.
1747년 우크라이나 사람들이 건설했으나, 이후 예카테리나 2세 때 독일인이 대거 정착하였다. 처음에는 프로콥스카야라 부르다가 1914년 시가 되면서 포크롭스크(러시아어: Покровск)라고 했고, 독일어 명칭은 코자켄슈타트(독일어: Kosakenstadt)였다. 1918년 볼가 독일인 소비에트 사회주의 자치 공화국이 형성되었고, 1924년 이 도시는 그 수도로 지정되었고, 독일 문화의 중심지가 되었다. 1931년 독일의 사회주의자 프리드리히 엥겔스의 이름을 따서 지금의 이름으로 개칭했다. 그러나 이오시프 스탈린 시대에 자치공화국은 해체되고 독일인들은 중앙아시아와 시베리아로 강제 이주당했다. 스탈린 시대가 끝난 후 다시 볼가 독일인의 문화중심지가 되었으나, 자치 공화국이 부활되지는 않았다.

## 옌겔스 출신 유명인
- 레프 카실(Лев Абрамович Кассиль) — 동화 작가
- 알프레트 시닛케(Альфред Гарриевич Шнитке) - 작곡가
- 유리 가가린(Юрий Алексеевич Гагарин) — 우주비행사